# Сайка (річка)
Сайка — річка в Україні, у Коростенському районі Житомирської області. Права притока Саженки (басейн Прип'яті).

## Опис
Довжина річки приблизно 4 км.

## Розташування
Бере початок на заході від Розівки. Тече переважно на північний захід через Ковбащину і біля Ушомира впадає у річку Саженку (Красногірка), праву притоку Ужу. 